# Laura Camila Lozano
Laura Camila Lozano Ramírez (Bogotá, 25 de octubre de 1986) es una ex ciclista profesional, entrenadora y comentarista de ciclismo colombiana.

## Biografía
Lozano inició su carrera deportiva en el mundo del patinaje, pero decidió dedicarse definitivamente al ciclismo de ruta. En 2007 inició contrato con el equipo italiano USC Chirio Forono d'Asolo. Durante su carrera, militó en otros clubes italianos como el S.C. Michella Fanini o el Servetto, y finalizó su trayectoria ciclística en el equipo belga Health Mate Cyclelive.
Participó en clásicas femeninas como la Flecha Valona, la Amstel Gold Race y la Lieja Bastoña Lieja, entre otras competiciones en territorio europeo. También hizo parte del Giro de Italia Femenino con su equipo Michella Fanini. Tras su retiro, se convirtió en entrenadora del equipo Merquimia, uno de los clubes participantes de la Vuelta a Colombia Femenina.
En 2022 se convirtió en comentarista del canal ESPN junto a Rafael Rodríguez, Víctor Hugo Peña y Maximiliano Richeze durante la transmisión del Tour de Francia.

## Palmarés

### Ruta
| 2006 - 2.ª en el Campeonato de Colombia en Ruta - 3.ª en el Campeonato de Colombia de Contrarreloj - 3.ª en la Prueba de Ruta en los Juegos Sudamericamos 2007 - 3.ª en el Campeonato de Colombia de Contrarreloj 2009 - 3.ª en el Campeonato de Colombia en Ruta 2010 - 3.ª en el Campeonato de Colombia en Ruta 2011 - 3.ª en el Campeonato de Colombia de Contrarreloj 2012 - 2.ª en el Campeonato de Colombia de Contrarreloj | 2014 - 3.ª en el Campeonato de Colombia en Ruta - 3.ª en el Campeonato Panamericano en Ruta 2015 - 2 etapas del Tour Femenino de Colombia 2016 - 3.ª en el Campeonato de Colombia en Ruta 2017 - 3.ª en el Campeonato de Colombia de Contrarreloj 2018 - 3.ª en el Campeonato de Colombia en Ruta |

### Pista
| 2008 - Campeonato Panamericano de Ciclismo en Pista - Oro en Persecución por equipos (junto con Ana Bernal, Sandra Gómez) - Bronce en Scratch 2009 - Campeonato de Colombia de Pista - Bronce en Scratch - Campeonato Panamericano de Ciclismo en Pista - Plata en Persecución por equipos (junto con Lorena Vargas, Serika Gulumá) 2010 - Campeonato de Colombia de Pista - Oro en Carrera por puntos 2011 - Campeonato de Colombia de Pista - Plata en Ómnium | 2012 - Campeonato de Colombia de Pista - Bronce en Persecución por equipos, junto con Liliana Moreno y Angie Rojas - Plata en Carrera por puntos 2014 - Campeonato de Colombia de Pista - Oro en Persecución por equipos, junto con Camila Valbuena, Milena Salcedo y Angie Guzmán 2017 - Campeonato de Colombia de Pista - Plata en Carrera por puntos |